# Як-58
Як-58 — проект лёгкого многоцелевого самолёта, предназначенного для деловых и служебных полетов, перевозки пассажиров и небольших грузов. Серийно не выпускался. Работы по данному проекту прекращены.
Также он мог быть использован в качестве учебного самолёта, санитарного, патрульного для осмотра нефте-газопроводов, линий электропередачи, разведки рыбных запасов в прибрежных зонах.

## Конструкция и материалы Як-58
Самолёт выполнен по двухбалочной схеме с П-образным хвостовым оперением и толкающим винтом. Отличается компактностью и рациональностью конструкции и компоновки.
Самолёт имеет цельнометаллическую конструкцию планера из алюминиевых сплавов.
Фюзеляж выполнен по схеме полумонокок, цельнометаллический, с работающей обшивкой. Силовой набор каркаса фюзеляжа — шпангоуты, лонжероны и стрингера. Гладкая металлическая обшивка крепится к каркасу потайной клепкой.
Крыло — низкорасположенное, двухлонжеронное, разъёмное, цельнометаллической конструкции, с набором нервюр и стрингеров. Крепится к центроплану с помощью силовых узлов на лонжеронах. В корневой части крыла расположены два топливных бака ёмкостью 250 литров каждый. При изготовлении крыла использовались композиционные материалы, а законцовки крыла выполнены из стеклопластика. Закрылки и элероны крепятся на кронштейнах к заднему лонжерону крыла.
Хвостовое оперение — П-образной схемы, двухкилевое, с рулями направления, кили выполнены одним целым с хвостовыми балками. Двухкилевое вертикальное оперение повышает устойчивость горизонтального оперения, а также всего самолёта. Стабилизатор — цельнометаллический, расположен высоко, прямоугольной формы в плане. Стыки килей и стабилизатора закрыты стеклопластиковыми обтекателями.
Шасси — трёхопорное с носовым колесом, убирающееся в полёте. Колёса основных опор снабжены тормозами. Носовое колесо самоориентирующееся. Пневматики низкого давления обеспечивают эксплуатацию самолёта на грунтовых аэродромах. Уборка, выпуск шасси и управление тормозными колёсами производится пневмосистемой.
Силовая установка — поршневой четырёхтактный двигатель воздушного охлаждения М-14ПТ, мощностью 360 л.с. Воздушный винт толкающий трёхлопастный, изменяемого шага. Размещение силовой установки в хвостовом отсеке, позволило получить значительно больше места в кабине и улучшить обзор пилотам.
На модернизированном  Як-58 устанавливается немецкий 12-ти цилиндровый четырёхтрактный дизельный двигатель водяного охлаждения RED A03 V12 взлетной мощностью 500 л.с.
Кабина по типу гондолы - шестиместная, негерметичная, с двумя дверями пассажирской и грузовой, расположенных с обеих сторон фюзеляжа. Грузовая дверь сдвижная, её можно использовать для сброса грузов. Остекление кабины выполнено из оргстекла. Кресло пилота – регулируемое, по заднему шпангоуту установлен диван. За спинкой дивана находится багажный отсек. При проектировании самолёта особое внимание уделялось вопросам эргономики и комфорта салона для пассажиров. В грузовой версии самолёта вместо кресел для пассажиров устанавливаются грузовые контейнеры, либо груз складывается на пол и прикрепляется к нему. В санитарном варианте самолёт вмещает носилки с больным и сопровождающим врачом.

## История
При изучении потенциального спроса на авиаперевозки в стране было выявлено, что существует потребность в создании самолётов "делового" класса на 6-10 мест в пределах дальности до 1000 км. По результатам этого анализа в 1994 году ОКБ Яковлева, под руководством главного конструктора Ю.И. Янкевича, приступило к разработке шестиместного самолёта Як-58.
Як-58 первоначально изготавливали на Тбилисском авиационном заводе в начале 90-х годов, практически сразу после распада СССР. Завод брался финансировать все работы по испытаниям и доводке самолёта. Изготовление оснастки и подготовку производства закончили достаточно быстро и к концу 1993 года собрали первую машину.  В декабре её выкатили на аэродром для дальнейшей отработки. В 1997 году шестиместный Як-58 был представлен на МАКСе. Однако из-за проблем с финансированием программа была приостановлена.
В дальнейшем работа по проекту модернизированного Як-58 была возобновлена  с участием совместного Российско-Казахстанского предприятия АО "ЯК АЛКОН"("Альянс авиационных конструкторов"). Организацию серийного сборочного производства Як-58 планировали осуществить в Казахстане в свободной экономической зоне.
Основным отличием модернизированного самолёта Як-58 является силовая установка. Вместо отечественного поршневого двигателя М-14П, мощностью 360 л.с., будет устанавливаться немецкий турбодизель RED A03 V12, мощностью 500 л.с.

## Модификации
Заявлено о проектировании следующих модификаций:
| Название модели | Краткие характеристики, отличия.                                                        |
| --------------- | --------------------------------------------------------------------------------------- |
| Як-58АС         | Сельскохозяйственная модификация.                                                       |
| Як-58АТ         | Аэро-такси для перевозки пяти пассажиров.                                               |
| Як-58М          | Медицинская модификация для перевозки одного больного с одним сопровождающим (медиком). |
| Як-58С          | Грузовая модификация для перевозки до 600 кг груза.                                     |
| Як-58L          | Модификация салона повышенной комфортности для четырёх пассажиров.                      |

## Технические характеристики
| Тип двигателя                            | М-14ПТ   | RED 003 (проект) |
| ---------------------------------------- | -------- | ---------------- |
| Максимальная высота полёта               | 4000 м   | 4500 м           |
| Дальность полёта                         | 1000 км  | 2200 км          |
| Скорость посадочная                      | 125 км/ч | 135 км/ч         |
| Длина взлётной дистанции                 | 610 м    | 600 м            |
| Длина посадочной дистанции               | н/д      | 650 м            |
| Мощность двигателя                       | 360 л.с. | 480 л.с.         |
| Максимальная скорость полёта             | 300 км/ч | 330 км/ч         |
| Крейсерская скорость полёта              | 285 км/ч | 285 км/ч         |
| Максимальная масса взлётная              | 2100 кг  | 2115 кг          |
| Максимальная масса коммерческой нагрузки | 450 кг   | 550 кг           |
| Длина самолёта                           | 8,55 м   | 8,55 м           |
| Высота самолёта                          | 3,16 м   | 3,16 м           |
| Размах крыла                             | 12,7 м   | 13,34 м          |
| Площадь крыла                            | 20 м²    | 20,2 м²          |